# Luiz Carlos do Carmo
Luiz Carlos do Carmo (Palminópolis, 2 de abril de 1958) é um político brasileiro, filiado ao Podemos (PODE). Primeiro suplente de Ronaldo Caiado, ocupou o cargo de Senador pelo estado de Goiás.

## Vida pessoal
Nascido em Palminópolis, no dia 2 de abril de 1958, Luiz Carlos do Carmo é filho dos lavradores Nicanor José do Carmo (Morrinhos) e Sebastiana Pereira do Carmo (Palmeiras).
É neopentecostal ligado à igreja Assembleia de Deus Campinas Goiânia, presidida por seu irmão, Bispo Oídes José do Carmo. Em 21 de abril de 2012 teve sua filha, Michele Muniz do Carmo de 30 anos, assassinada na Avenida T-63, no Setor Nova Suíça, em Goiânia.
Em 15 de fevereiro de 2021, seu irmão mais novo, Luiz Antônio do Carmo, de 57 anos, morreu em decorrência de complicações da Covid-19. Ele estava internado em unidade de terapia intensiva (UTI) em hospital de Goiânia.

## Carreira política
Em 2006 e 2010 foi eleito deputado estadual. Em 2014, foi eleito suplente do senador Ronaldo Caiado (DEM), este foi eleito governador em 2018 e permite que o suplente Luiz Carlos do Carmo assume o mandato Senado Federal no início de 2019.
Em 2020 apresentou projeto que atribui a síndico, condôminos e locatários de informarem a pratica de violência doméstica contra mulher. Em 08 de julho de 2021 o projeto foi aprovado pelo senado federal. Em março de 2022 filiou-se ao Partido Social Cristão (PSC), buscando sua reeleição ao senado.